# Jupiter's Legacy (serie televisiva)
Jupiter's Legacy è una serie televisiva statunitense del 2021 ideata da Steven S. DeKnight.
È basata sull'omonimo fumetto di Mark Millar e Frank Quitely.
Il 3 giugno 2021 Netflix ha annunciato la cancellazione della serie dopo una sola stagione.

## Trama
A seguito del suicidio di suo padre all'indomani del martedì nero, l'ex imprenditore Sheldon Sampson salpa verso un'isola inesplorata dell'Atlantico dove assieme a suo fratello Walter ed altri quattro amici riceve dei superpoteri. I sei diventano così un team di supereroi chiamato "Unione della giustizia", guidati dal codice morale di Sheldon (ora conosciuto come Utopian): non uccidere e non intromettersi nelle questioni politiche. Inizialmente il team è composto da Sheldon Sampson/The Utopian, Walter Sampson/Brainwave, Grace Sampson/Lady Liberty, George Hutchence/Skyfox, Fitz Small/The Flare e Richard Conrad/Bluebolt. Negli anni, però, le cose sono cambiate: alcuni membri hanno, per diversi motivi, abbandonato il gruppo, mentre supereroi più giovani, spesso figli dei sei membri originali, hanno riempito i posti vacanti.
Il codice di Utopian rimane inalterato per circa un secolo, tuttavia la generazione successiva (fra cui i figli dello stesso Utopian) lotta per vivere all'altezza delle aspettative dei propri genitori. I tempi sono cambiati, ma non il codice e, questo, comincia a creare dei gravi problemi. Quando il figlio di Utopian, Brandon, uccide per sbaglio un supercattivo, ciò innesca un dibattito pubblico sul codice di Sheldon e sulla sua efficacia. Sheldon è irremovibile sulla sua validità, ma purtroppo ben pochi sono pienamente d'accordo con lui, soprattutto dopo che il codice ha dimostrato mettere addirittura in pericolo le vite di chi lo segue, e questo potrebbe portare conseguenze gravissime.

## Episodi
| nº | Titolo originale                  | Titolo italiano                  | Pubblicazione |
| -- | --------------------------------- | -------------------------------- | ------------- |
| 1  | By Dawn's Early Light             | Alle prime luci dell'alba        | 7 maggio 2021 |
| 2  | Paper and Stone                   | Carta e pietra                   | 7 maggio 2021 |
| 3  | Painting the Clouds With Sunshine | Appare il sole tra le nuvole     | 7 maggio 2021 |
| 4  | All the Devils Are Here           | Tutti i mali vengono per nuocere | 7 maggio 2021 |
| 5  | What's the Use?                   | A cosa serve?                    | 7 maggio 2021 |
| 6  | Cover Her Face                    | Coprire il volto                 | 7 maggio 2021 |
| 7  | Omnes pro uno                     | Omnes pro uno                    | 7 maggio 2021 |
| 8  | How it All Ends                   | Come andrà a finire              | 7 maggio 2021 |

### Alle prime luci dell'alba
- Titolo originale: By Dawn's Early Light
- Diretto da: Steven S. DeKnight
- Scritto da: Steven S. DeKnight

### Carta e pietra
- Titolo originale: Paper and Stone
- Diretto da: Steven S. DeKnight
- Scritto da: Henry G.M. Jones

### Appare il sole tra le nuvole
- Titolo originale: Painting the Clouds With Sunshine
- Diretto da: Christopher J. Byrne
- Scritto da: Morenike Balogun Koch

### Tutti i mali vengono per nuocere
- Titolo originale: All the Devils Are Here
- Diretto da: Christopher J. Byrne
- Scritto da: Akela Cooper

### A cosa serve?
- Titolo originale: What's the Use?
- Diretto da: Charlotte Brändström
- Scritto da: Kate Barnow

### Coprire il volto
- Titolo originale: Cover Her Face
- Diretto da: Charlotte Brändström
- Scritto da: Sang Kyu Kim

### Omnes pro uno
- Titolo originale: Omnes pro uno
- Diretto da: Marc Jobst
- Scritto da: Julia Cooperman

### Come andrà a finire
- Titolo originale: How it All Ends
- Diretto da: Marc Jobst
- Scritto da: Steven S. DeKnight

## Personaggi e interpreti

### Personaggi principali
- Sheldon Sampson/The Utopian, interpretato da Josh Duhamel, doppiato da Riccardo Rossi.
Leader dell'Unione dei Supereroi, marito di Grace e padre di Brandon e Chloe. Crede fermamente nella moralità e giustizia delle azioni, preferendo processi equi e giusti a vendette ed esecuzioni per i suoi avversari e cercando di trasmettere questo messaggio ai figli. Purtroppo, nel momento in cui il bisogno di aderire a tale morale, che Sheldon chiama "codice", porta i supereroi, soprattutto quelli giovani, a morire, dovendo trattenersi dall'uccidere anche per autodifesa, lui insiste nella necessità di aderirvi, rifiutando compromessi: questo inizia a distanziare la comunità di supereroi dal loro leader, che comincia a perdere la fiducia anche della moglie e dei figli. Gag ricorrente è che lui ricordi i vari supereroi ma non i nomi dei loro alter-ego.
- Walter Sampson/Brainwave, interpretato da Ben Daniels, doppiato da Franco Mannella.
Fratello maggiore di Sheldon. Oltre al volo e ad una superforza notevole, per quanto non al livello del fratello, le sue abilità sono per lo più psichiche, riuscendo a controllare la mente dei suoi avversari. Pur avendo sempre spalleggiato Sheldon, Walter ha iniziato a provare rancore per come questi sia sempre ascoltato da tutti, nonostante non sia affatto un perfetto leader, mentre lui, spesso molto più giudizioso, non riesce a far valere le proprie opinioni.
- Grace Sampson/Lady Liberty, interpretata da Leslie Bibb, doppiata da Eleonora De Angelis.
Moglie di Sheldon, madre di Brandon e Chloe. Donna molto influente nelle scelte ed opinioni del marito e fortissima eroina. A differenza di lui, Grace capisce quanto il "codice" stia diventando sempre più un ostacolo: dopo che una supereroina, pur di non infrangerlo, viene brutalmente uccisa, Grace vede come ciò non sia tollerabile e capisce che, se il codice resterà così, prima o poi l'Unione sarà distrutta.
- Brandon Sampson/The Paragon, interpretato da Andrew Horton, doppiato da Emanuele Ruzza.
Figlio adolescente di Sheldon e Grace, considerato il probabile erede del padre. Il ragazzo tuttavia si sente costretto dal padre a soddisfare ogni sua aspettativa, trovando spesso frustrazione ed infelicità per non essere alla sua altezza. All'inizio della serie uccide un supercriminale per salvare la vita al padre, ma quest'ultimo non è felice della cosa, essendo stato un gesto proibito dal codice. Ovviamente, questo non fa altro che allontanare i due, dato che gran parte dei supereroi ritiene che il gesto di Brandon, nonostante tutto, sia stato comprensibile.
- Chloe Sampson, interpretata da Elena Kampouris, doppiata da Martina Felli.
Figlia di Sheldon e Grace, sorella di Brandon. Ragazza alternativa e ribelle, lavora come modella e a differenza del fratello, i tentativi del padre di inspirarla a vivere secondo i valori della famiglia l'hanno da tempo allontanata.
- George Hutchence/Skyfox, interpretato da Matt Lanter, doppiato da Marco Vivio.
Ex migliore amico di Sheldon e membro dell'Unione dei Supereroi che ha deciso poi di passare dalla parte dei cattivi, venendo rinchiuso poi in un qualche spazio interdimensionale.
- Fitz Small/The Flare, interpretato da Mike Wade, doppiato da Alberto Angrisano.
Ex membro dell'Unione dei Supereroi, ora ritirato in quanto costretto ad una sedia a rotelle. Brillante inventore, ha sviluppato parecchie tecnologie utili all'Unione.
- Hutch Hutchence Jr., interpretato da Ian Quinlan, doppiato da Fabrizio Dolce.
Figlio di George. A differenza di altri figli di supereroi, lui non sembra possedere poteri, tuttavia possiede un oggetto cilindrico che lo teletrasporta ovunque voglia e che lui, a sua volta, può teletrasportare altrove, spostando chiunque stia toccando tale oggetto in quel momento. È il leader di una piccola banda di supercriminali, che lui sfrutta per ritrovare il padre. Inizia una relazione con Chloe.

### Personaggi ricorrenti
- Blackstar, interpretato da Tyler Mane, doppiato da Roberto Fidecaro.
Supercattivo che lotta contro l'Unione, con un cuore fatto di antimateria per potenziare la sua tuta.
- Ruby/Ruby Red, interpretata da Gracie Dzienny, doppiata da Antilena Nicolizas.
Fidanzata di Brandon. Può volare e creare una corazza psionica con cui difendersi.
- Janna/Ghostbeam, interpretata da Kara Royster, doppiata da Annalisa Usai.
Supereroina amica di Chloe. Può modificare la propria struttura molecolare per diventare invisibile e intangibile.
- Jane, interpretata da Meg Steedle, doppiata da Letizia Ciampa.
Ex fidanzata di Sheldon.
- Willie, interpretato da Tyrone Benskin, doppiato da Dario Oppido.
Lavoratore all'interno della fabbrica di Chester, nonché padre di Fitz.
- Chester Sampson, interpretato da Richard Blackburn, doppiato da Luciano Roffi.
Padre di Sheldon e Walter. Era proprietario di una acciaieria, la quale riforniva il paese mantenendo diverse famiglie.
- Raikou, interpretata da Anna Akana, doppiata da Veronica Puccio.
Figlia di Walter, assassina molto abile con la Katana e con abilità psichiche e superforza.
- Petra Small/The Flare II, interpretata da Tenika Davis, doppiata da Daniela Amato.
Figlia di Fitz, anche lei possiede poteri come il padre.
- Gabriella/Neutrino, interpretata da Humberly González.
Membro della crew di Hutch Jr. Ha una relazione con Jacinda. Può modificare le sue dimensioni, volare e controllare l'elettricità.
- Jacinda/Shockwave, interpretata da Jess Salgueiro.
Membro della crew di Hutch Jr. Ha una relazione con Gabriela. Può modificare creare onde soniche con cui attaccare e sollevarsi da terra.
- Jack Frost, interpretato da Morgan David Jones, doppiato da Davide Perino.
Membro della crew di Hutch Jr. Può creare e controllare il ghiaccio. Possiede un furgoncino magico con cui la crew compie diverse missioni.
- Capitano Borges, interpretato da Conrad Coates, doppiato da Massimo Bitossi.
Capitano della nave con cui salparono Sheldon e l'equipaggio.
- Richard Conrad/Bluebolt, interpretato da David Julian Hirsh, doppiato da Alessio Cigliano.
Membro originario della Unione dei Supereroi, trovato da Sheldon e l'equipaggio in mezzo al mare. Una volta ottenuti i poteri, è anche l'unico ad ottenere un oggetto: un oggetto cilindrico uguale identico a quello che, quasi un secolo dopo, viene utilizzato da Hutch Hutchence Jr..

## Produzione

### Pre-produzione

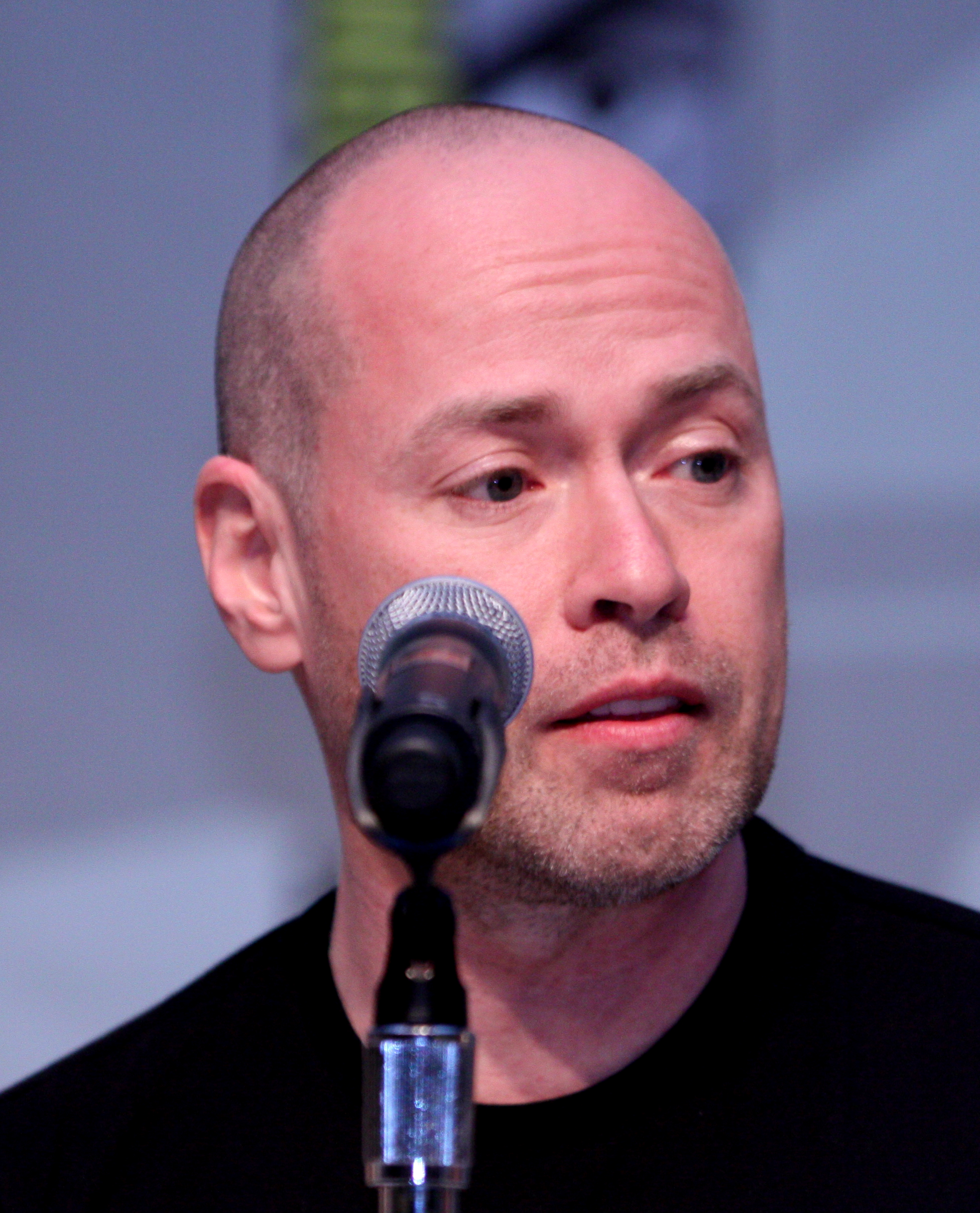
Il creatore della serie Steven S. DeKnight

Il 17 luglio 2018 è stato annunciato che Netflix aveva dato alla produzione un ordine di serie per una prima stagione composta da otto episodi. La serie è stata creata da Steven S. DeKnight, accreditato come produttore esecutivo insieme a Lorenzo di Bonaventura e Dan McDermott. Il 16 settembre 2019 è stato reso noto che DeKnight aveva lasciato il posto di showrunner nel bel mezzo della produzione della prima stagione a causa di divergenze creative; il suo posto è stato successivamente preso da Sang Kyu Kim nel settembre dello stesso anno.

### Cast
Nel febbraio 2019 è stato reso noto che Josh Duhamel, Ben Daniels, Leslie Bibb, Elena Kampouris, Andrew Horton, Mike Wade e Matt Lanter avrebbero recitato nella serie. Nell'aprile successivo è stato annunciato che Tenika Davis si era unito al cast nel ruolo di un personaggio ricorrente; così come Chase Tang nei panni di un supercriminale nell'agosto dello stesso anno. Nel settembre 2020 anche Anna Akana è entrata a far parte del cast.

### Riprese
Le riprese principali della prima stagione, che sarebbero dovute cominciare nel maggio 2019, sono iniziate a Toronto, in Canada il 2 luglio 2019 e si sono concluse il 24 gennaio 2020. Nel gennaio 2021 si sono tenute delle riprese aggiuntive.

## Promozione
Il teaser è stato diffuso online il 23 febbraio 2021, mentre il trailer completo è stato pubblicato il 7 aprile seguente.

## Distribuzione
La serie è uscita sulla piattaforma di streaming Netflix il 7 maggio 2021.

## Accoglienza

### Critica
Sull'aggregatore di recensioni Rotten Tomatoes la prima stagione ottiene il 36% delle recensioni professionali positive, con un voto medio di 5,23 su 10 basato su 36 critiche, mentre su Metacritic ha un punteggio di 45 su 100 basato su 15 recensioni.
Il sito web Movieplayer assegna alla serie 4 stelle su 5, elogiando in particolar modo la caratterizzazione dei personaggi e la costruzione della storia.